# Maximilian Nierenstein
Maximilian Nierenstein, teilweise auch Moses Max Nierenstein, (* 11. Dezember 1877 in Dünaburg im russischen Kaiserreich; † 24. Januar 1946 in Bristol, Gloucestershire in Großbritannien) war Chemiker. Nach ihm wurde die sogenannten Nierenstein-Reaktion benannt. Nierenstein galt als enger Freund von Casimir Funk und gilt als Erfinder des Begriffs Vitamin aus den Wörtern vita (lt. Leben) und Amine, den Funk weltbekannt machte.

## Leben und Werk
Nierenstein stammte aus einer deutschsprachigen jüdischen Familie. Seine Heimatstadt Dünaburg gehörte damals zum russischen Zarenreich. Er hatte fünf Geschwister. Infolge der damals vorherrschenden Repressalien gegen die Juden im Zarenreich wanderte die Familie in den 1880er Jahren nach Gablonz an der Neiße aus, im damaligen Österreich-Ungarn. Sein genauer Studienverlauf ist nicht mehr zu rekonstruieren, er muss wohl die deutsche Staatsbürgerschaft erlangt haben.
An der Universität Bern promovierte Nierenstein zum Thema Synthese des 2-Oxyflavonols im Jahr 1904 bei Stanislaus von Kostanecki. In dieser Zeit arbeitete Nierenstein eng mit Casimir Funk zusammen, der ein enger Freund von ihm wurde. Später war Nierenstein an der Universität von Bristol tätig.
An der Universität Bristol forschte er zu den Themen Phenole und Tannine. Mit Arthur George Perkin arbeitete er eng zusammen. Nierenstein entdeckte das sog. Luteic acid, ein Tannin aus dem in Südost-Asien vorkommenden Baum Terminalia chebula.
Anfang der 1920er Jahre erteilte die Zeitschrift Journal of the Chemical Society Nierenstein eine Rüge, da der Verdacht bestand, er hätte Forschungsergebnisse von Karl Freudenberg übernommen. Die Sperre bestand bis 1929.

## Weiteres
- Seine Tochter Olga heiratete John Lamb Murray Morrison, einen bekannten Ingenieur und Dekan der Universität Bristol.
- Der Sohn seines Bruders Sergius Nursten war der in Großbritannien bekannte Chemiker Harry Erwin Nursten.

## Veröffentlichungen
- Nierenstein, Moses Max (1904). Synthese des 2-Oxyflavonols.
- Moore, Benjamin; Nierenstein, Maximilian; Todd, John Lancelot; Liverpool School of Tropical Medicine (1908). Concerning the Treatment of Experimental Trypanosomiasis.
- Nierenstein, Maximilian (1910). Chemie der Gerbstoffe.
- Nierenstein, M (1912). Organische Arsenverbindungen und ihre chemotherapeutische Bedeutung.
- Nierenstein, M (1932). Incunabula of tannin chemistry: A collection of some early papers on the chemistry of the tannins reproduced in facsimile and published with annotations.
- Nierenstein, Maximilian; Skene, Macgregor (1934). The Natural Organic Tannins: History, Chemistry, Distribution.